# Silva Junior Cup
Sveriges tävlingscup för juniorer i orientering. Namnet är sponsrat av sportutrustningstillverkaren Silva.